# Giona
El monte Giona (en griego: Γκιώνα, romanizado: Gkiona) es una montaña en Grecia Central, en la prefectura de Fócida, ubicada entre las montañas de Parnaso y Vardousia. Conocido en la antigüedad clásica como el Aselinon Oros (en griego: Ασέληνον όρος, lit. 'montaña sin luna'), es la montaña más alta al sur de monte Olimpo y la quinto en total de Grecia. Pyramida es su punto más alto, con 2510 metros.

## Localidades más cercanas
- Agia Efthymia, sureste
- Athanasios Diakos, sursudoeste
- Kaloskopi, norte
- Dremissa - Panourgia, norte
- Kastellia, noreste

## Información
El río Mornos surge en Giona.
Otros picos incluyen el Perdika (Πέρδικα, 2484 m), Tragonoros (Τραγονόρος, 2456 m), Platyvouna o Plativouna (Πλατυβούνα, 2316 m), Profitis Ilias (Προφήτης Ηλίας, 2298 m), Kastro (Κάστρο, 2176 m), Vraila (Βράϊλα, 2177 m), Paliovouni (Παλιοβούνι, 2122 m), Pyrgos (Πύργος, 2066 m), Lyritsa (Λυρίτσα, 2007 m), Botsikas (Μπότσικας, 1945 m), Kokkinari (Κοκκινάρι, 1908 m), Tychioni (Τυχιούνι, 1842 m) y otro Profitis Ilias (Προφήτης Ηλίας, 1806 m).

## Panorama
Su panorama incluye las montañas cercanas entre ellas Vardousia al oeste, el Phthiotis meridional incluyendo el valle de Esperqueo y el golfo Maliano, raramente visto sin embargo, el Kallidromo y las montañas Parnaso al este y el valle de Amfissa y el golfo Criseano al sur y raramente ofrece una vista del golfo de Corinto.